# Jalovik Izvor
Jalovik Izvor (cyr. Јаловик Извор) – wieś w Serbii, w okręgu zajeczarskim, w gminie Knjaževac. W 2011 roku liczyła 111 mieszkańców.